# Nuoto ai campionati mondiali di nuoto 2017 - 400 metri misti maschili
La gara di nuoto dei 400 metri misti maschili dei campionati mondiali di nuoto 2017 è stata disputata il 30 luglio presso la Duna Aréna di Budapest. Vi hanno preso parte 37 atleti provenienti da 32 nazioni.
La competizione è stata vinta dal nuotatore statunitense Chase Kalisz, mentre l'argento e il bronzo sono andati rispettivamente all'ungherese Dávid Verrasztó e al giapponese Daiya Seto.

## Medaglie
| Posizione | Atleta          | Nazionalità |
| --------- | --------------- | ----------- |
| Oro       | Chase Kalisz    | Stati Uniti |
| Argento   | Dávid Verrasztó | Ungheria    |
| Bronzo    | Daiya Seto      | Giappone    |

## Programma
| Data           | Ora (UTC+2) | Turno    |
| -------------- | ----------- | -------- |
| 30 luglio 2017 | 9:50        | Batterie |
| 30 luglio 2017 | 17:39       | Finale   |

## Record
Prima della manifestazione il record del mondo e il record dei campionati erano i seguenti.
| Record mondiale       | 4'03"84 | Michael Phelps Stati Uniti | 10 agosto 2008 Pechino, Cina        |
| Record dei campionati | 4'06"22 | Michael Phelps Stati Uniti | 1º aprile 2007 Melbourne, Australia |

Durante la competizione è stato battuto il seguente record:
| Data      | Evento | Atleta       | Nazione     | Tempo   | Record                |
| --------- | ------ | ------------ | ----------- | ------- | --------------------- |
| 30 luglio | Finale | Chase Kalisz | Stati Uniti | 4'05"90 | Record dei campionati |

## Risultati

### Batterie
| Posizione | Batteria | Corsia | Atleta              | Nazionalità   | Tempo   | Note |
| --------- | -------- | ------ | ------------------- | ------------- | ------- | ---- |
| 1         | 3        | 4      | Chase Kalisz        | Stati Uniti   | 4'09"79 | Q    |
| 2         | 3        | 3      | Max Litchfield      | Gran Bretagna | 4'10"57 | Q    |
| 3         | 4        | 5      | Dávid Verrasztó     | Ungheria      | 4'11"89 | Q    |
| 4         | 3        | 5      | Daiya Seto          | Giappone      | 4'12"89 | Q    |
| 5         | 3        | 6      | Brandonn Almeida    | Brasile       | 4'13"13 | Q    |
| 6         | 4        | 3      | Jay Litherland      | Stati Uniti   | 4'13"95 | Q    |
| 7         | 4        | 4      | Kōsuke Hagino       | Giappone      | 4'14"15 | Q    |
| 8         | 3        | 1      | Richard Nagy        | Slovacchia    | 4'15"69 | Q    |
| 9         | 4        | 8      | Mark Szaranek       | Gran Bretagna | 4'15"71 |      |
| 10        | 4        | 1      | Joan Lluís Pons     | Spagna        | 4'16"27 |      |
| 11        | 3        | 8      | Alexis Santos       | Portogallo    | 4'17"34 |      |
| 12        | 2        | 6      | Tomas Peribonio     | Ecuador       | 4'17"37 |      |
| 13        | 3        | 7      | Jacob Heidtmann     | Germania      | 4'17"68 |      |
| 14        | 4        | 6      | Federico Turrini    | Italia        | 4'18"25 |      |
| 15        | 4        | 7      | Jérémy Desplanches  | Svizzera      | 4'18"69 |      |
| 16        | 2        | 7      | Patrick Stäber      | Austria       | 4'19"15 |      |
| 17        | 4        | 9      | Tristan Cote        | Canada        | 4'19"87 |      |
| 18        | 3        | 2      | Gergely Gyurta      | Ungheria      | 4'19"90 |      |
| 19        | 4        | 2      | Wang Shun           | Cina          | 4'20"01 |      |
| 20        | 2        | 8      | Ayrton Sweeney      | Sudafrica     | 4'20"10 |      |
| 21        | 4        | 0      | Clyde Lewis         | Australia     | 4'20"34 |      |
| 22        | 2        | 4      | Dawid Szwedzki      | Polonia       | 4'20"48 |      |
| 23        | 2        | 3      | Bradlee Ashby       | Nuova Zelanda | 4'20"65 |      |
| 24        | 2        | 0      | Anton Ipsen         | Danimarca     | 4'20"74 |      |
| 25        | 2        | 5      | Pavel Janeček       | Rep. Ceca     | 4'22"11 |      |
| 26        | 2        | 2      | Christoph Meier     | Liechtenstein | 4'22"29 |      |
| 27        | 3        | 9      | Etay Gurevich       | Israele       | 4'22"66 |      |
| 28        | 1        | 3      | Ahmed Hamdy         | Egitto        | 4'25"16 |      |
| 29        | 1        | 4      | Cho Cheng-chi       | Taipei cinese | 4'25"16 |      |
| 30        | 1        | 8      | Nguyễn Hữu Kim Sơn  | Vietnam       | 4'26"07 |      |
| 31        | 3        | 0      | Wang Zhou           | Cina          | 4'28"25 |      |
| 32        | 1        | 2      | Luis Vega Torres    | Cuba          | 4'30"77 |      |
| 33        | 1        | 5      | Ricardo Vargas      | Messico       | 4'30"37 |      |
| 34        | 2        | 9      | Joo Jae-gu          | Corea del Sud | 4'31"14 |      |
| 35        | 1        | 7      | Thomas Tsiopanis    | Cipro         | 4'34"49 |      |
| 36        | 1        | 1      | Brandon Schuster    | Samoa         | 4'34"60 |      |
| 37        | 1        | 0      | Mubal Azzam Ibrahim | Maldive       | 5'48"11 |      |
| -         | 1        | 6      | Jonathan Gómez      | Colombia      | -       | DNS  |
| -         | 2        | 1      | Carlos Omaña        | Venezuela     | -       | DNS  |

### Finale
| Posizione | Corsia | Atleta           | Nazionalità   | Tempo   | Note |
| --------- | ------ | ---------------- | ------------- | ------- | ---- |
|           | 4      | Chase Kalisz     | Stati Uniti   | 4'05"90 | RC   |
|           | 3      | Dávid Verrasztó  | Ungheria      | 4'08"38 |      |
|           | 6      | Daiya Seto       | Giappone      | 4'09"14 |      |
| 4         | 5      | Max Litchfield   | Gran Bretagna | 4'09"62 |      |
| 5         | 7      | Jay Litherland   | Stati Uniti   | 4'12"05 |      |
| 6         | 1      | Kōsuke Hagino    | Giappone      | 4'12"65 |      |
| 7         | 2      | Brandonn Almeida | Brasile       | 4'13"00 |      |
| 8         | 8      | Richard Nagy     | Slovacchia    | 4'16"33 |      |